# Swiss Open 1982
Die Swiss Open 1982 im Badminton fanden vom 19. bis zum 21. März 1982 in Basel statt.

## Finalergebnisse
| Disziplin    | Sieger                             | Finalist                                   | Ergebnis           |
| ------------ | ---------------------------------- | ------------------------------------------ | ------------------ |
| Herreneinzel | Michal Malý                        | Guus van der Vlugt                         | 17:18, 15:3, 15:13 |
| Dameneinzel  | Eline Coene                        | Carol Liem                                 | 11:9, 11:8         |
| Herrendoppel | Bas von Barnau Sijthoff Ed Romeijn | Michal Malý Karel Lakomý                   | 17:15, 15:11       |
| Damendoppel  | Paula Kloet Grace Kakiay           | Eline Coene Angelika Zeisinger             | 15:1, 15:7         |
| Mixed        | Guus van der Vlugt Paula Kloet     | Bas von Barnau Sijthoff Jeanette van Driel | 15:6, 13:15, 18:14 |